# Galyn Görg
Galyn Görg (sobrenome pronunciado George), também creditada como Galyn Gorg, Galan Gorg e Gaylyn Görg (Los Angeles, 15 de julho de 1964 - 14 de julho de 2020), foi uma atriz e dançarina estadunidense, mais conhecida por suas personagens Angie em RoboCop 2; Tenente Maxwell em MANTIS, o primeiro programa de super-heróis negros da televisão, e como Nancy O'Reilly no programa de televisão Twin Peaks
Görg morreu de câncer em 14 de julho de 2020, um dia antes de completar 56 anos. 

## Filmografia
| Filme | Filme                             | Filme              | Filme                        |
| Ano   | Título                            | Personagem         | Notas                        |
| ----- | --------------------------------- | ------------------ | ---------------------------- |
| 1983  | I Still Can't Get Over Loving You | Love Interest      | Music Video - Ray Parker, Jr |
| 1984  | Strangers in Paradise             | Hooker             |                              |
| 1986  | America 3000                      | Lynka              |                              |
| 1986  | The Malibu Bikini Shop            | Cindy              | Creditada como Galyn Gorg    |
| 1986  | Living the Blues                  | Mana Brown         |                              |
| 1987  | Down Twisted                      | Blake              | Creditada como Galyn Gorg    |
| 1988  | The Wizard of Speed and Time      | C.C.'s Groupie     | Creditada como Galyn Gorg    |
| 1988  | The Wrong Guys                    | Carla              | Creditada como Galyn Gorg    |
| 1988  | Dance Academy                     | Jana               |                              |
| 1990  | RoboCop 2                         | Angie              |                              |
| 1991  | Point Break                       | Margarita          | Creditada como Galyn Gorg    |
| 1992  | Storyville                        | Spice              |                              |
| 1992  | ZZ Top: Greatest Hits             | Girl at Dance Club | Video                        |
| 1993  | Judgment Night                    | Clarissa           | Creditada como Galyn Gorg    |
| 1994  | Temptation                        | Toonie Wells       |                              |
| 2018  | The Wrong Friend                  | Mrs. Cramer        |                              |
| 2021  | Teller's Camp (planned)           | Chenoa             |                              |